# До першої крові
«До першої крові» (рос. «До первой крови») — радянський художній фільм режисера  Володимира Фокіна, який вийшов на  кіностудії ім. Горького у 1989 році.

## Сюжет
У піонерському таборі діти грають у війну. «Сині» протистоять «зеленим». Шантажуючи один одного і роблячи ставки на низькі струнки партнерів, вони доходять до межі недовіри, доводячи гру до небезпечної межі…

## У ролях
- Андрій Некрасов —  Саша
- Павло Кулаков —  командир
- Віктор Матін —  малюк
- Костянтин Єфремов —  малюк
- Олексій Крюков —  група командира
- Андрій Петров —  група командира
- Едгар Сентельяс —  група командира
- Борис Деревягин —  група переслідувачів
- Андрій Кашуба —  група переслідувачів
- Микола Крушевський —  група переслідувачів
- Арсен Маркарян —  група переслідувачів
- Наталія Громушкіна —  госпіталь
- Ольга Жилкіна —  госпіталь
- Дарина Кожина —  госпіталь
- Ігор Жигалкин —  госпіталь

## Знімальна група
- Автор сценарію:  Григорій Остер
- Режисер-постановник:  Володимир Фокін
- Головний оператор:  Олександр Гарибян
- Художник-постановник:  Володимир Ярін
- Композитор: Геннадій Гладков